# Holger Bruusgaard
Holger Bruusgaard (11. oktober 1884 i Mellerup nær Randers – 22. januar 1968 i København) var en dansk operasanger (baryton). 
Bruusgaard var ansat ved Det Kongelige Teater 1913-38. Blandt hans roller var som Wolfram i Tannhäuser, Marcel i La Boheme og Papageno i Tryllefløjten. I 1934 blev han udnævnt til kongelig kammersanger og var også Ridder af Dannebrog. Hvert år på hans fødselsdag uddeles Holger Bruusgaards Legat til en operasanger og en kgl. kapelmusiker. 